# Kolinerg receptor
Kolinerga receptorer är receptorer som har acetylkolin som ligand. Kolinerga receptorer har även förmåga att binda andra ämnen än acetylkolin.
Kolinerga receptorer delas in i två huvudgrupper beroende på dess bindningsförmåga till ämnena muskarin och nikotin:
- Muskarinerga receptorer, som främst aktiveras av muskarin.[2] Muskarinreceptorer är metabotropa G-proteinkopplade receptorer.[3]
- Nikotinerga receptorer, som främst aktiveras av nikotin.[2] Nikotinreceptorer är jonotropa jonkanaler.[3]